# Garlède-Mondebat
Garlède-Mondebat är en kommun i departementet Pyrénées-Atlantiques i regionen Nouvelle-Aquitaine i sydvästra Frankrike. Kommunen ligger i kantonen Thèze som tillhör arrondissementet Pau. År 2022 hade Garlède-Mondebat 219 invånare.

## Befolkningsutveckling
Antalet invånare i kommunen Garlède-Mondebat
| Referens: INSEE |